# Medelpads Fotbollförbund
Der Medelpads Fotbollförbund (Fußballverband von Medelpad) ist ein regionaler Fußballverband in Schweden. Er ist einer der 24 Mitgliedsverbände des Svenska Fotbollförbundet. Er hat seinen Sitz in Sundsvall und organisiert den Fußballspielbetrieb in der ehemaligen Provinz Medelpad. Der Verband besteht derzeit aus 46 Mitgliedern und wird durch Magdalena Wallgren geleitet.

## Mitgliedsvereine
| - Alby FF - Alnö BK - Alnö IF - Bybergets IK - Erikslunds SK - Essviks AIF - Fränsta IK - GIF Sundsvall - Granlo BK - Hassels IF - Heffnersklubbans BK - Heffners/Ortvikens IF - Holms SK - IFK Sundsvall - IFK Timrå - Indals IF | - Kovlands IF - Kubikenborgs IF - Ljunga IF - Ljustorps IF - Lucksta IF - Matfors IF - Medskogsbrons BK - Naggens IK - Nedansjö IK - Njurunda IK - Njurunda SK - Selånger FK - Selånger FKU - Sidsjö-Böle IF - Söders BK | - Söråkers FF - Stockviks FF - Stöde IF - Sund IF - Sundsvall Norra FF - Sundsvalls DFF - Sundsvalls FF - Sundsvalls FK - Svartviks IF - Team Heffners FF - Torpshammars IF - Västra United FC - Viskans IF - Ånge IF - Östavalls IF |

## Ligabetrieb

### Herren
- Division 4 – eine Liga
- Division 5 – eine Liga
- Division 6 – eine Liga

Daneben organisiert der Verband auch eine Nachwuchsliga und eine Alt-Herren-Liga.

### Damen
- Division 3 – eine Liga
- Division 4 – eine Liga

## Pokale
Der Verband organisiert verschiedene Pokalturniere:
- Inomhusligan
- Metso Cup
- Kustvägen Cup
- Norrporten Cup